# Équipe d'Arménie féminine de football
Cet article traite de l'équipe féminine. Pour l'équipe masculine, voir Équipe d'Arménie de football.
Maillots
L'équipe d'Arménie féminine de football (en arménien Հայաստանի ֆուտբոլի ազգային հավաքական) est l'équipe nationale qui représente l'Arménie en football féminin. Elle rassemble les meilleures joueuses de l'Arménie.

## Histoire
En octobre 2003, elle atteint son rang le plus élevé dans le classement FIFA, en se classant à la 83e place.